# Bjørn Tore Hoem
Bjørn Tore Hoem, né le 12 avril 1991 à Molde, est un coureur cycliste norvégien.

## Palmarès et résultats

### Palmarès par année
- 2011
  - 3e du Ringerike Grand Prix
- 2012
  - Roserittet DNV Grand Prix :
    - Classement général
    - 3e étape

  - 3e de l'Okolo Jižních Čech
- 2014
  - Eresfjord GP
  - 2e du championnat de Norvège du contre-la-montre
- 2015
  - 5e étape du Tour de Normandie
  - Eresfjord GP
  - 1re étape du Tour Alsace
  - 3e du Tour Alsace
- 2016
  - Eresfjord GP
  - 2e de la Ronde de l'Oise
- 2018
  - 3e du Tour de Normandie
- 2019
  - 3e de la Ronde de l'Oise

### Classements mondiaux
| Année           | 2011 | 2012 | 2013 | 2014 | 2015 | 2016 | 2017 |
| --------------- | ---- | ---- | ---- | ---- | ---- | ---- | ---- |
| UCI Europe Tour | 897e | 622e | nc   | 450e | 448e | 249e | 390e |